# 카타리나 스벤손
카타리나 스벤손(Catharina Svensson, 1982년 7월 24일 ~ )는 덴마크의 미인 대회 우승자, 모델, 변호사이다. 2001 미스 어스 우승자이다.